# حشره‌خوار سائو تومه
 حشره‌خوار سائو تومه (نام علمی: Crocidura thomensis) نام یک گونه از سرده حشره‌خوارهای دندان‌سفید است.